# Grimberg (Rothaargebirge)
Der Grimberg liegt im Ortsgebiet von Niederdielfen, einem Ortsteil von Wilnsdorf im Kreis Siegen-Wittgenstein in Nordrhein-Westfalen. Er hat eine Höhe von 400,9 m und liegt zwischen Siegen und Niederdielfen, bzw. Obersdorf und Kaan-Marienborn. Die Grube Grimberg war bis Anfang des 20. Jahrhunderts aktiv, auf dem ehemaligen Schacht wurde in den 1990ern ein Förderturm als Denkmal aufgestellt.